# Friedrich Adolf August Struve

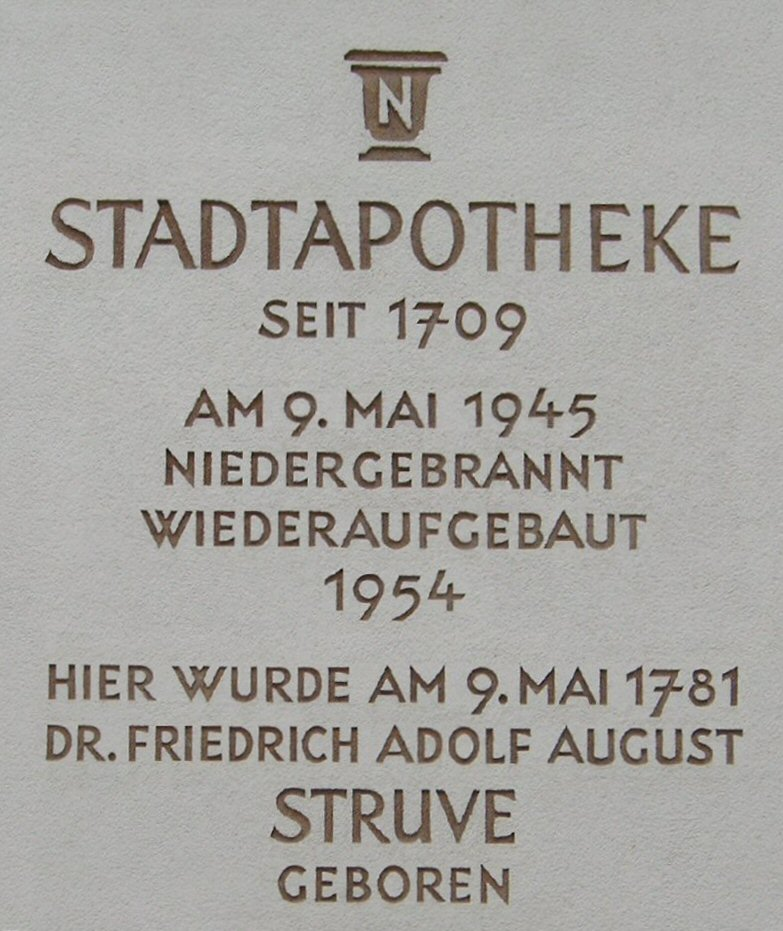
Inskription på Stadtapotheke i Neustadt.

Friedrich Adolf August Struve, född 9 maj 1781 i Neustadt in Sachsen, död 29 september 1840 i Berlin, var en tysk läkare och apotekare.
Struve var först läkare i sin födelsestad, men övertog sedermera ett apotek i Dresden. Han är bekant som den egentlige uppfinnaren av de artificiella mineralvattnen och som förbättrare av metoderna för deras framställning. Han författade Über Nachbildung der natürlichen Heilquellen (1824-26).